# Diána Eöri
Diána Eöri (28 luglio 1970) è un'ex schermitrice ungherese, vincitrice di una medaglia d'oro e due d'argento ai campionati mondiali di scherma.